# مورنوسور
مورنوسور (نام علمی: Morenosaurus) نام یک سرده از تیره الاسموسائورید است.